# オストジャパングループ
株式会社オストジャパングループは、北海道札幌市厚別区に本社を置く調剤薬局、ドラッグストア及び福祉施設の運営等を営む企業である。2002年1月設立時は持株会社であったが、2013年5月16日に富士薬品の完全子会社となった後、2014年10月1日に事業会社化している。
調剤薬局事業は札幌や旭川を中心に北海道内で20店舗を展開する。ドラッグストア事業、福祉事業と組み合わせ、地域に根ざす。

## 沿革
- 2002年（平成14年）5月 - 株式会社オストジャパングループ設立。株式会社オストジャパングループが株式会社オストジャパン、有限会社ファーマコリサーチ、有限会社ピーアンドシーすばる（現北日本化学株式会社）の持株会社となる[1]。
- 2003年（平成15年）1月 - 日本証券業協会のグリーンシート銘柄エマージング区分として銘柄指定される[1]。
- 2007年（平成19年）9月 - 札幌証券取引所アンビシャス市場に上場[1]。
- 2009年（平成21年）6月 - 北日本化学株式会社の全株式を譲渡[1]。
- 2012年（平成24年）2月 - 株式会社オストケアサービスを設立[1]。
- 2013年（平成25年）
  - 2月 - 株式会社富士薬品による公開買付け成立[4]。
  - 5月13日 - 上場廃止[1]。
- 2014年（平成26年）10月1日 - 株式会社モリキから北海道のドラッグストア事業を会社分割により継承し、ドラッグストア事業を開始。子会社の株式会社オストジャパン及び株式会社オストケアサービスを吸収合併し事業会社化。子会社であった有限会社ファーマコリサーチの全株式を譲渡[1]。

## ドラッグストア

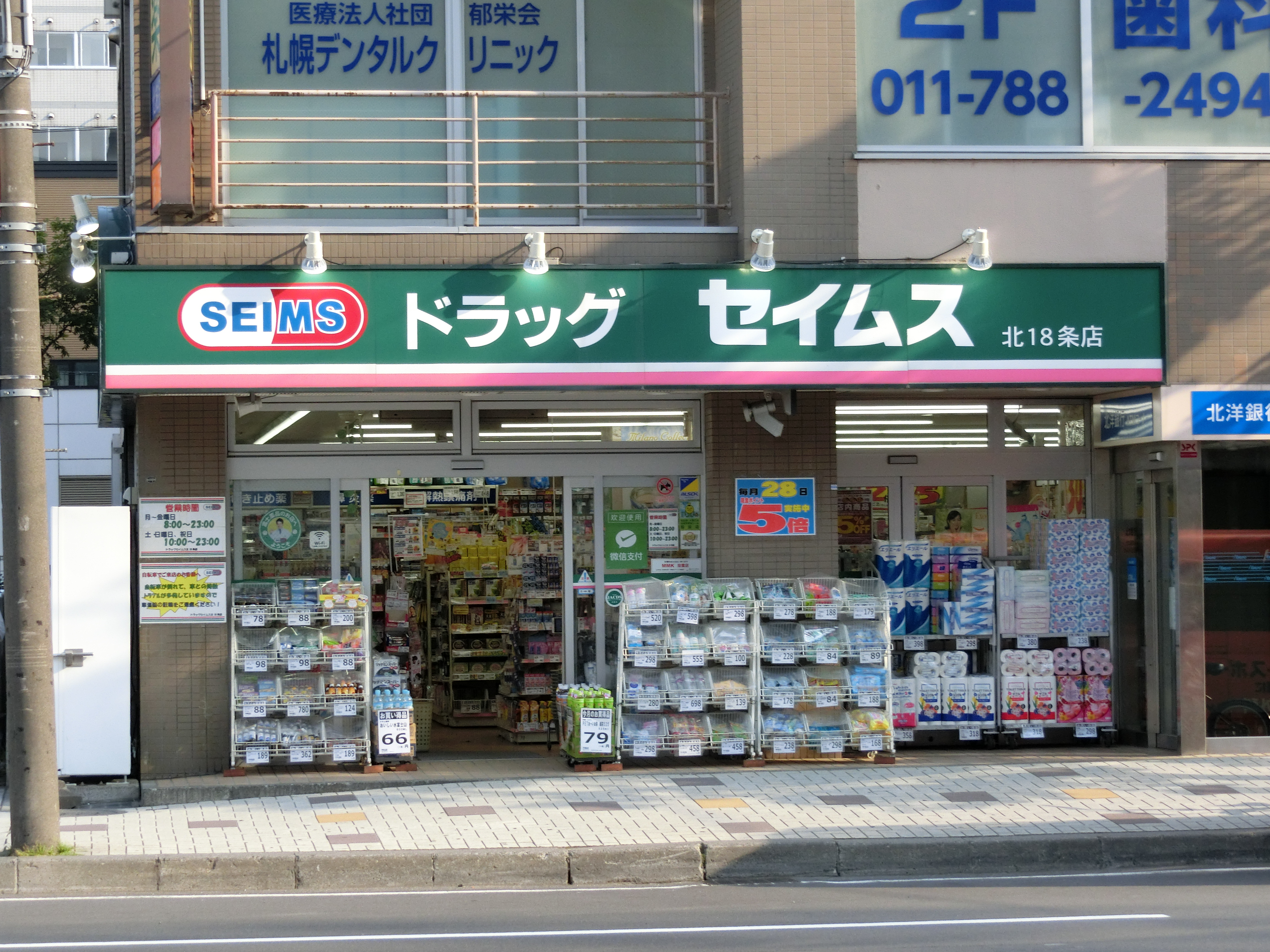
ドラッグセイムス北18条店

最新の店舗一覧はオストジャパングループ公式サイトを参照
- ドラッグセイムス
  - 富士薬品グループ各社が運営するドラッグストアで、当社では6店舗を運営（2022年11月現在）。
  - 元はパワーズドラッグという屋号であった。